# Montparnasse - Bienvenüe (métro de Paris)
Pour les articles homonymes, voir Montparnasse.
Montparnasse - Bienvenüe est une station des lignes 4, 6, 12 et 13 du métro de Paris, située à la limite des 6e, 14e et 15e arrondissements de Paris.

## Situation
Les stations des lignes 4 et 12 sont situées au nord sous le boulevard du Montparnasse tandis que celles des lignes 6 et 13 se situent au sud respectivement sous le boulevard de Vaugirard et l'avenue du Maine.

## Histoire
Le 24 avril 1906, la station Avenue du Maine est ouverte sur la ligne 2 sud de la Compagnie du chemin de fer métropolitain de Paris (CMP) effectuant le trajet Étoile - Place d'Italie. Il s'agit de l'actuelle station de la ligne 6. Le 17 octobre 1907, la ligne 2 sud est absorbée par la ligne 5 et effectue désormais le trajet Étoile - Lancry (actuelle station Jacques Bonsergent) puis le 15 novembre 1907 Étoile - Gare du Nord. Cette station est alors située au débouché des boulevards Edgar-Quinet et de Vaugirard, en partie sous l'avenue du Maine.

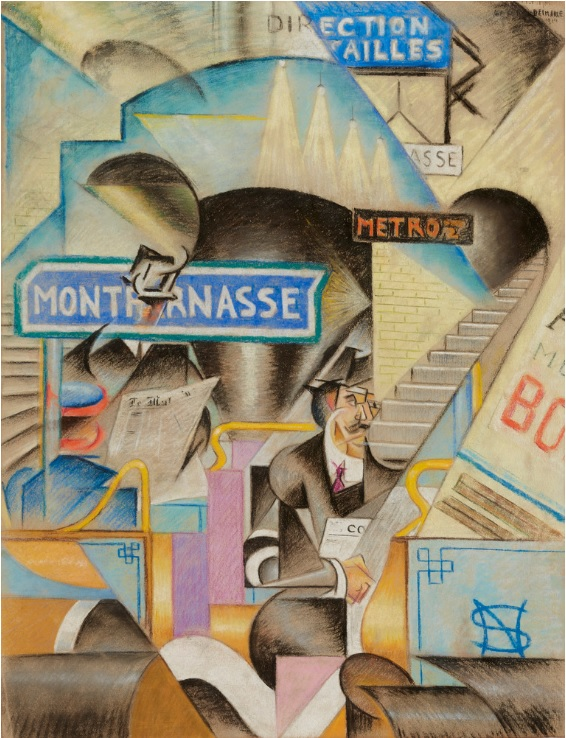
Félix Del Marle, Station de métro Montparnasse, 1914.

Le 6 avril 1910, la station Montparnasse de la ligne 4 ouvre. Elle est située sous le boulevard du Montparnasse à l'entrée de la gare de Paris-Montparnasse de l'époque. Sept mois plus tard, le 5 novembre 1910, c'est au tour de la station de la ligne A de la Société du chemin de fer électrique souterrain Nord-Sud de Paris (Nord-sud) d'ouvrir, sous le même nom que celle de la ligne 4, avec laquelle elle est en correspondance. Il s'agit de la station de l'actuelle ligne 12. La ligne A effectue le trajet Porte de Versailles - Notre-Dame-de-Lorette.
Le 27 mars 1931, la ligne A du Nord-Sud devient la ligne 12 de la CMP. Le 30 juin 1933, la station Avenue du Maine de la ligne 5 est renommée Bienvenüe, en même temps que la place du Maine prend le nom de place Bienvenüe, en hommage à l'ingénieur Fulgence Bienvenüe, créateur du métro parisien.
Le 21 janvier 1937, la station Bienvenüe de la ligne 14 est ouverte, en même temps que cette dernière, et permet de relier Porte de Vanves. Il s'agit de la station de l'actuelle ligne 13. Les quatre stations actuelles sont donc toutes réalisées en 1937. Six mois plus tard, le 27 juillet, la ligne 14 est prolongée jusqu'à Invalides. À cette même époque, un long couloir de correspondance relie les deux stations Montparnasse et Bienvenüe.
Le 6 octobre 1942, la ligne 5, du fait de son prolongement au-delà de la gare du Nord, est limitée à Place d'Italie. Depuis cette date, c'est donc la ligne 6 qui effectue le trajet Étoile - Nation. C'est aussi à cette date que la station Montparnasse des lignes 4 et 12 et Bienvenüe des lignes 6 et 14 sont renommées Montparnasse - Bienvenüe. La « gare du Maine » est aussi ouverte et devient l'origine et le terminus des trains de grandes lignes. La gare « Montparnasse », située place de Rennes (actuelle place du 18-Juin-1940), devenue trop étroite et trop courte, est d'abord réservée au trafic de banlieue. Elle est fermée en 1969 et détruite peu après pour céder la place à la tour Montparnasse. Aujourd'hui, tout le trafic SNCF est traité dans la nouvelle gare.
Le 9 novembre 1976, la ligne 14 est fusionnée avec la ligne 13 et devient la ligne 13 actuelle. Les noms de ligne et de la station ne changent plus depuis cette date.
Pour l'an 2000, la station est renovée, la scénographie étant confiée à Bernard Baissait et son agence de graphisme,

### Trottoir roulant
En 2002, l'un des trois trottoirs roulants est remplacé par un trottoir roulant rapide. Mais en mai 2009, la RATP annonce qu'il sera démonté et remplacé par un trottoir roulant classique, en raison de « nombreuses réclamations de la clientèle relatives à la sécurité et au manque de fiabilité ». Il s'agissait d'un tapis roulant expérimental, qui fut « le plus rapide du monde » à ses débuts, fonctionnant tout d'abord à 11 km/h, puis à 9 km/h. Comme les deux autres tapis roulants normaux, il relie les lignes 6 et 13 aux lignes 4 et 12, sur une distance de 185 mètres. Ce tapis tombant régulièrement en panne, il fut ralenti jusqu'à la même vitesse que les tapis roulants classiques qui l'entourent. Il fonctionnait la plupart du temps dans le sens lignes 6 et 13 → lignes 4 et 12. Il est démonté en mars 2011.
De 2019 à 2021, la RATP change les trottoirs roulants sauf le trottoir central qui est récent (2011) par l’intermédiaire du fournisseur Kone sans pour autant remettre en service le trottoir roulant rapide qui reste à l'état de prototype. Deux trottoirs roulants anciens, installés en 1960 et rénovés en 1992, doivent être remplacés par quatre trottoirs neufs (deux par sens de circulation au lieu d'un seul) pour améliorer l’accessibilité des personnes à mobilité réduite, gagner en confort et faciliter la maintenance.

### Fréquentation
En 2019, selon les estimations de la RATP, 29,9 millions de voyageurs sont entrés dans cette station ce qui la place à la 4e position des stations de métro pour sa fréquentation sur 302.
En 2020, avec la crise du Covid-19, 13 783 944 voyageurs sont entrés dans cette station, ce qui la place à la quatrième position des stations de métro pour sa fréquentation.
En 2021, la fréquentation remonte progressivement, avec 20 407 224 voyageurs qui sont entrés dans cette station ce qui la place à la quatrième position des stations de métro pour sa fréquentation.

## Services aux voyageurs

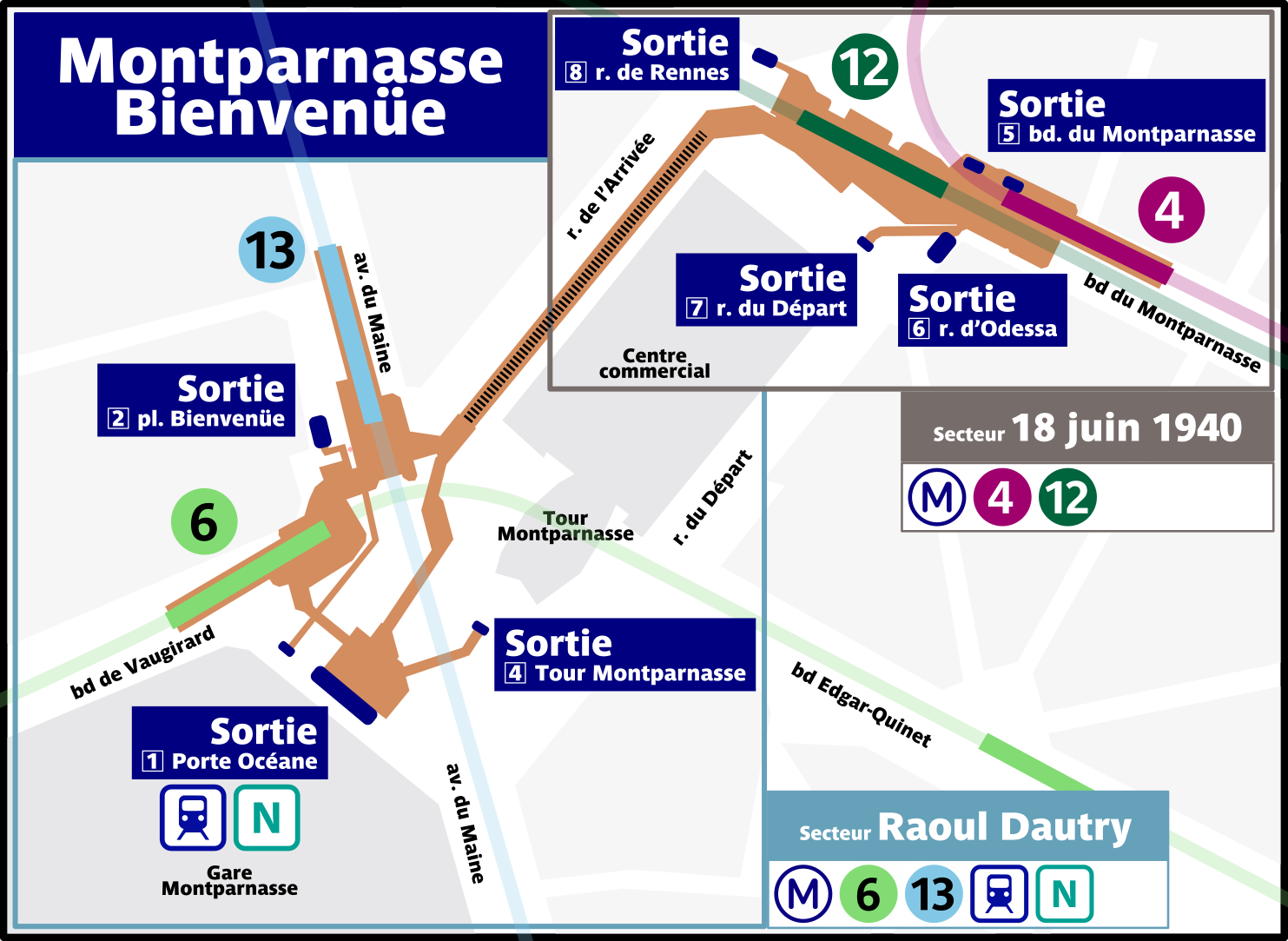
Plan schématique des couloirs de la station de métro.

### Accès
La station comporte sept accès :
- Accès no 1 « porte Océane » : accès direct dans la gare SNCF, escaliers et escalators ;
- Accès no 2 « place Bienvenüe » : un escalier au 32, avenue du Maine ;
- Accès no 4 « tour Montparnasse » : un escalier place Raoul-Dautry (entre la tour et la gare) ;
- Accès no 5 « boulevard du Montparnasse » : deux escaliers aux 71 et 73, boulevard du Montparnasse ;
- Accès no 6 « rue d'Odessa » : un escalier et un escalator au 1, rue du Départ ;
- Accès no 7 « rue du Départ » : accès direct au sous-sol du centre commercial ;
- Accès no 8 « rue de Rennes » : un escalier au 59 bis, boulevard du Montparnasse.

Accès à la station
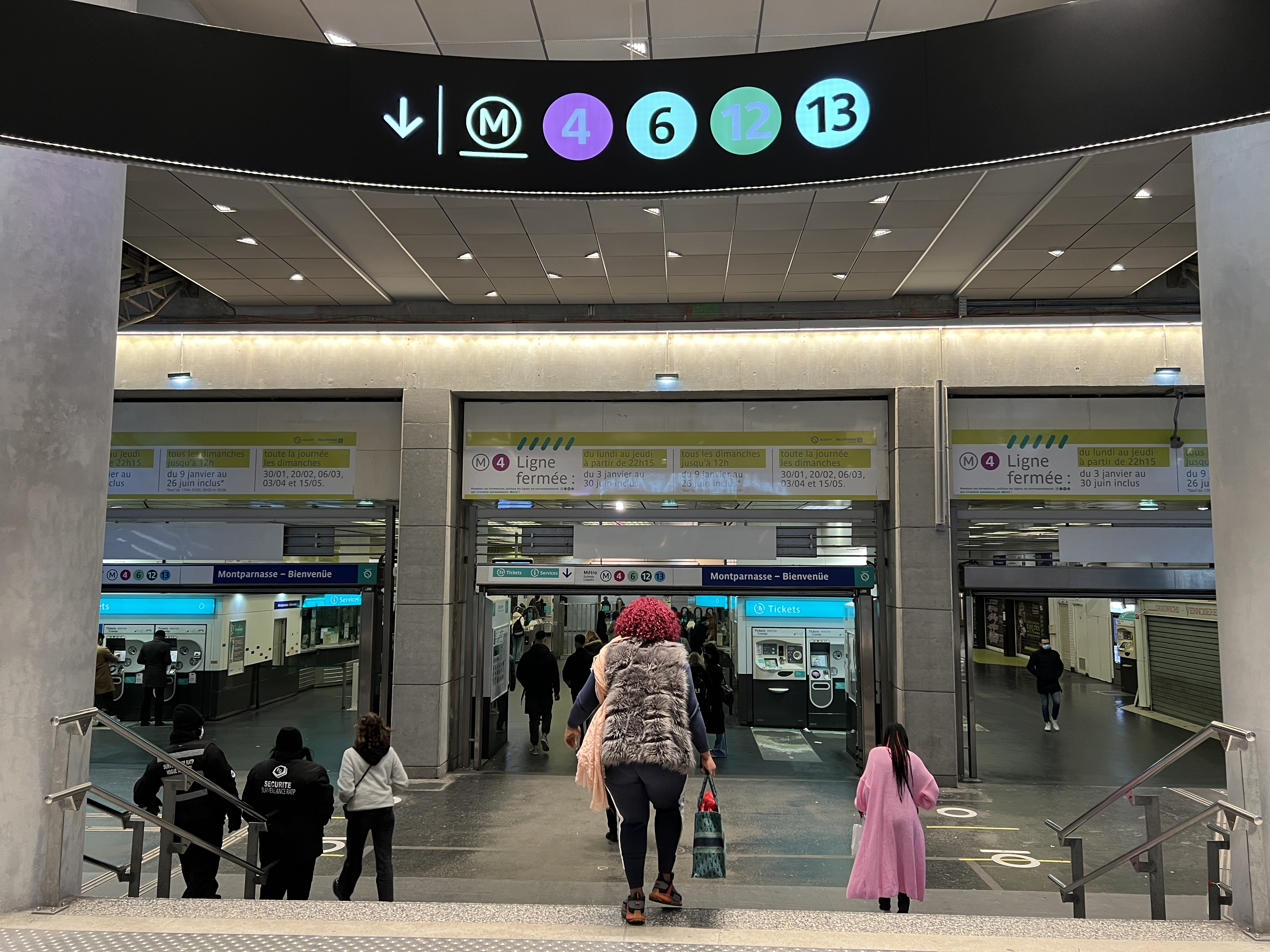
L'accès no 1, « Porte Océane ».
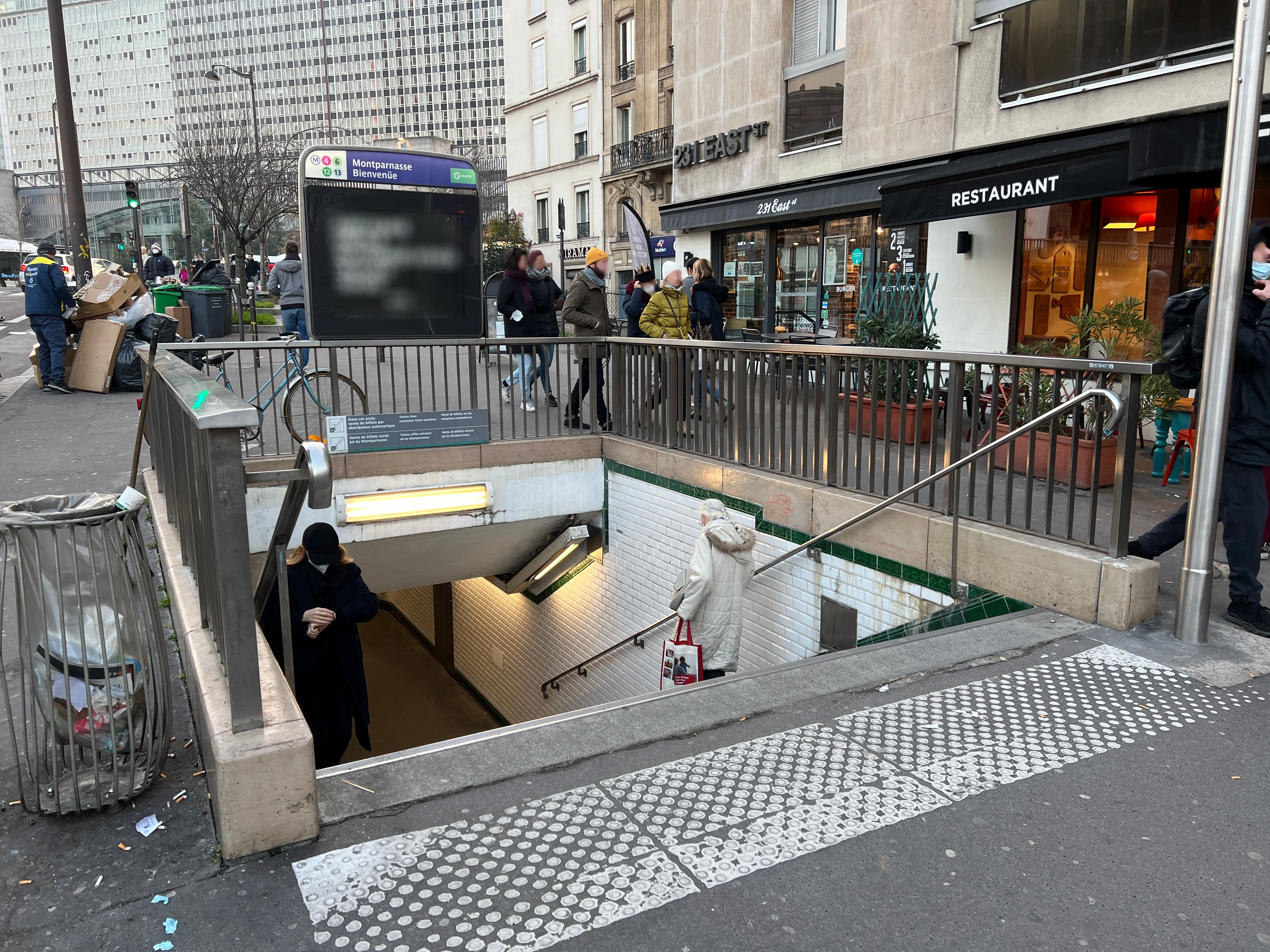
L'accès no 2, « Place Bienvenüe ».
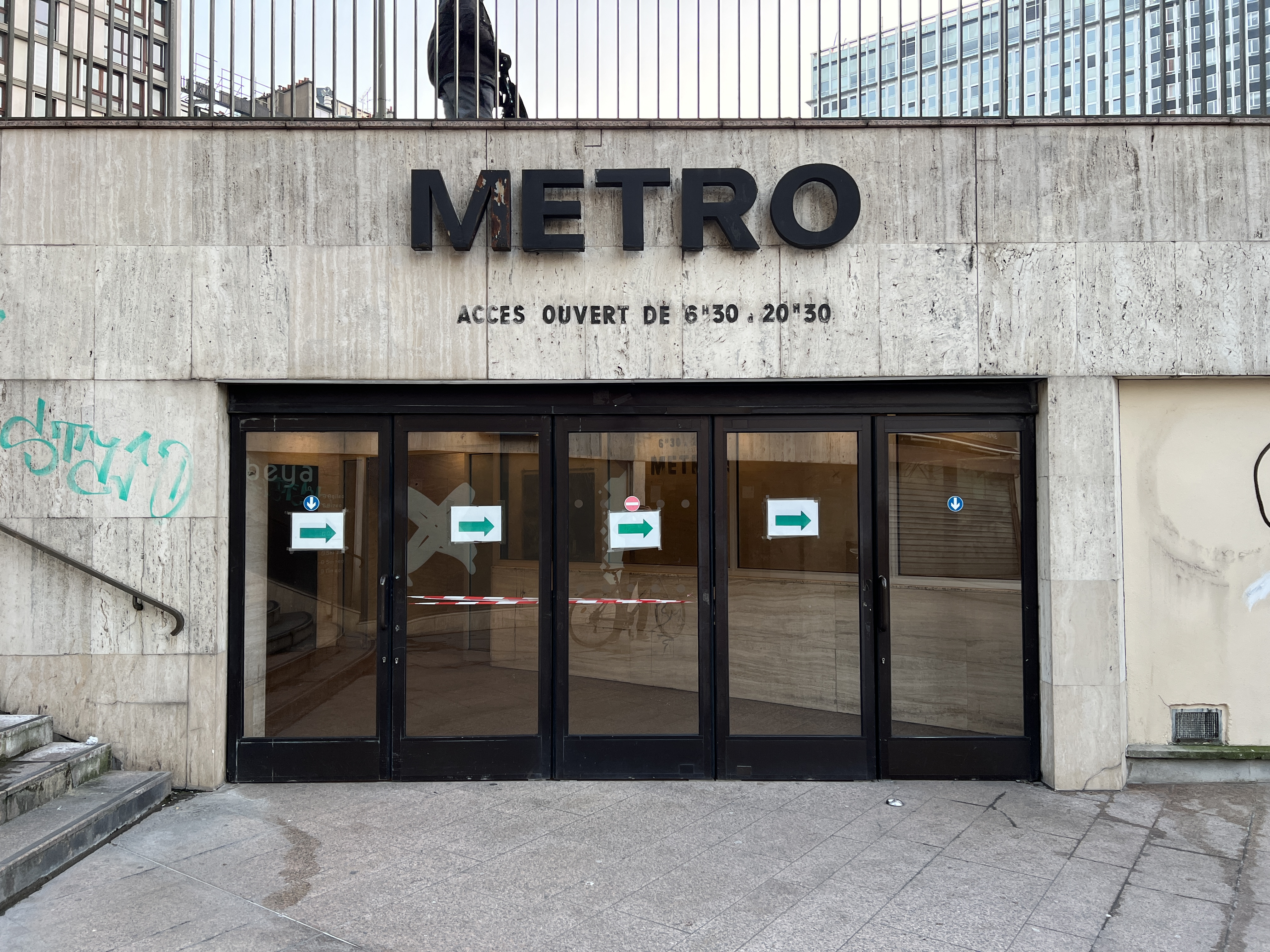
L'accès no 4, « Tour Montparnasse ».
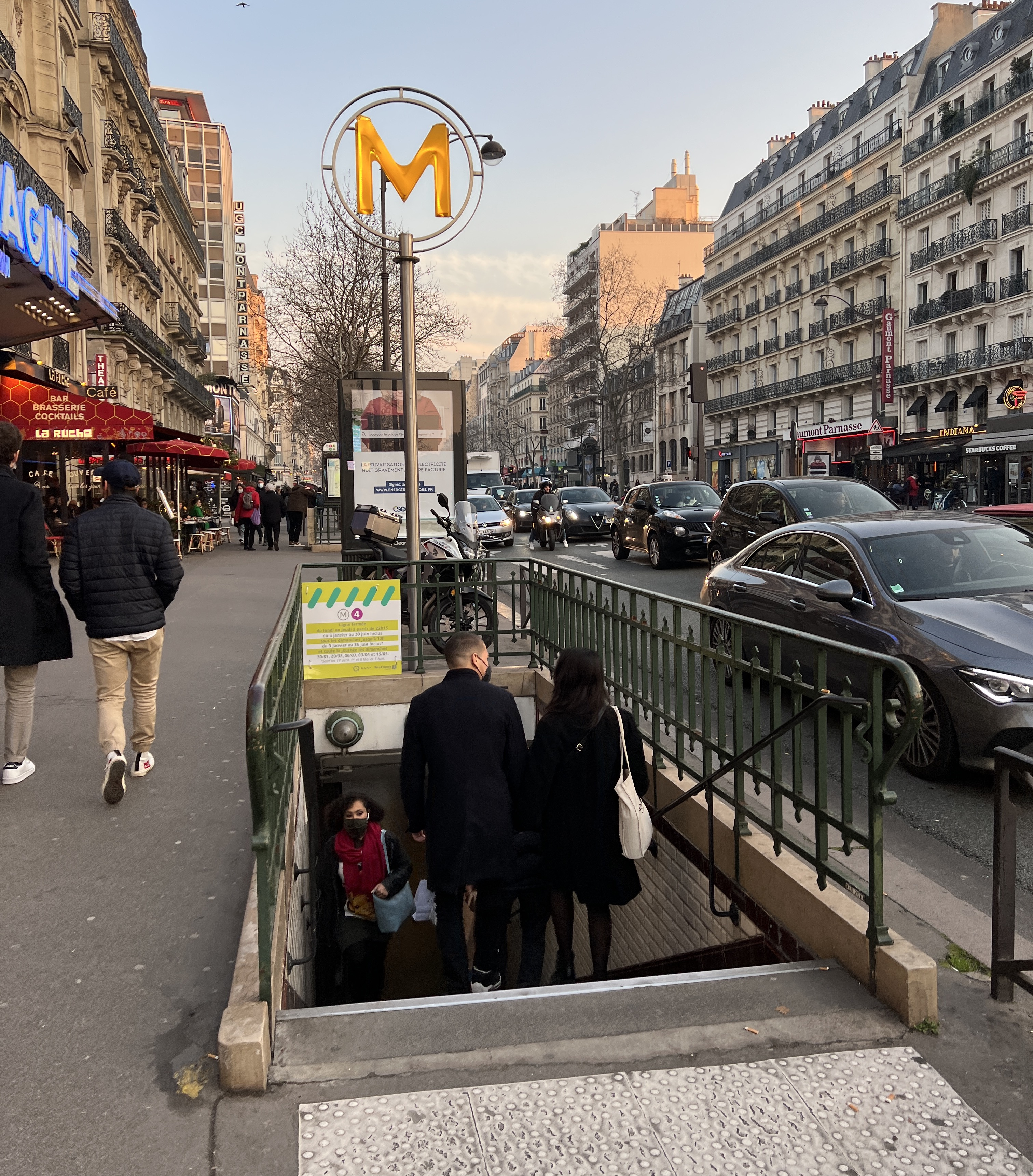
L'accès no 5, « Boulevard du Montparnasse ».
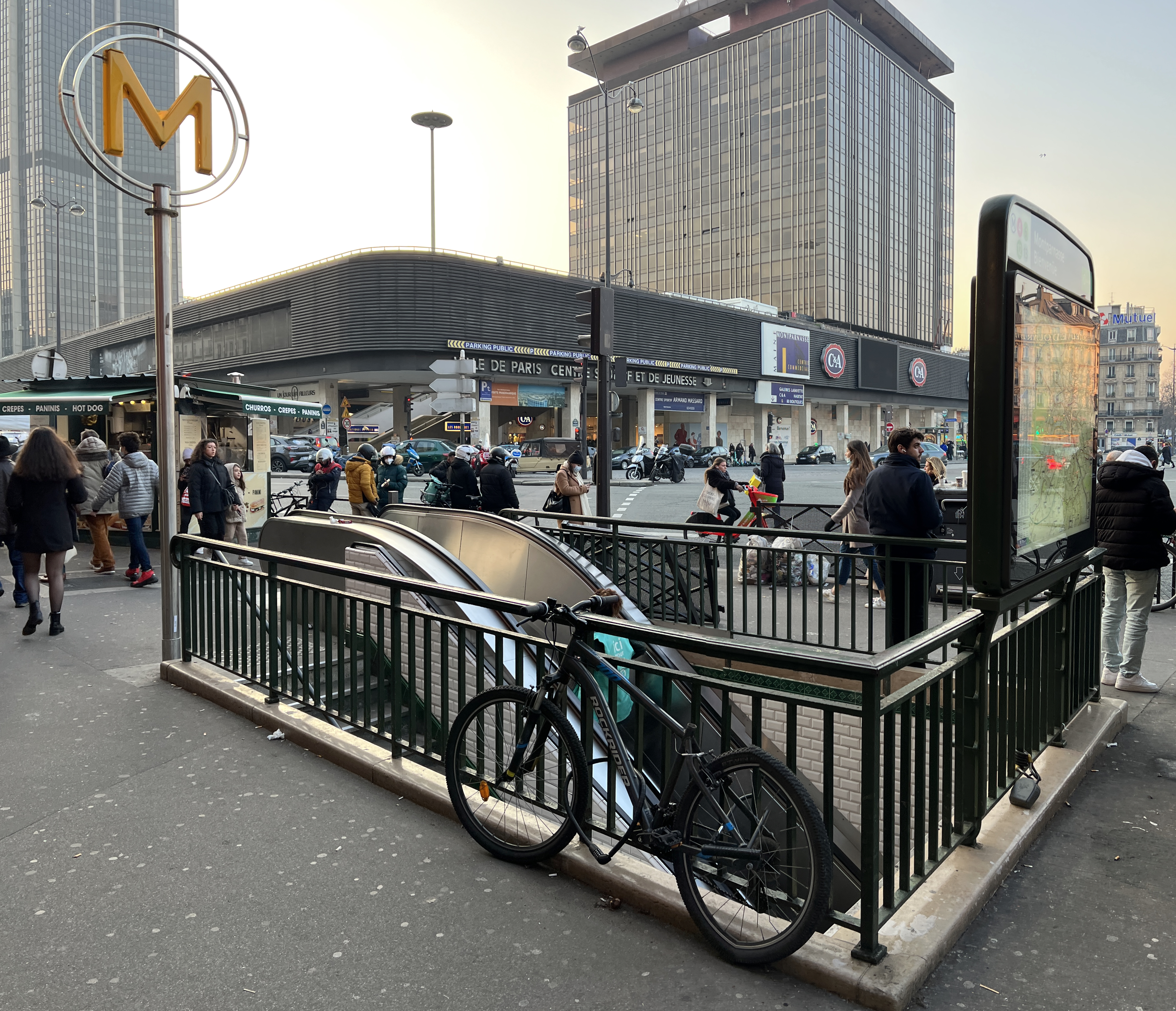
L'accès no 6, « Rue d'Odessa ».
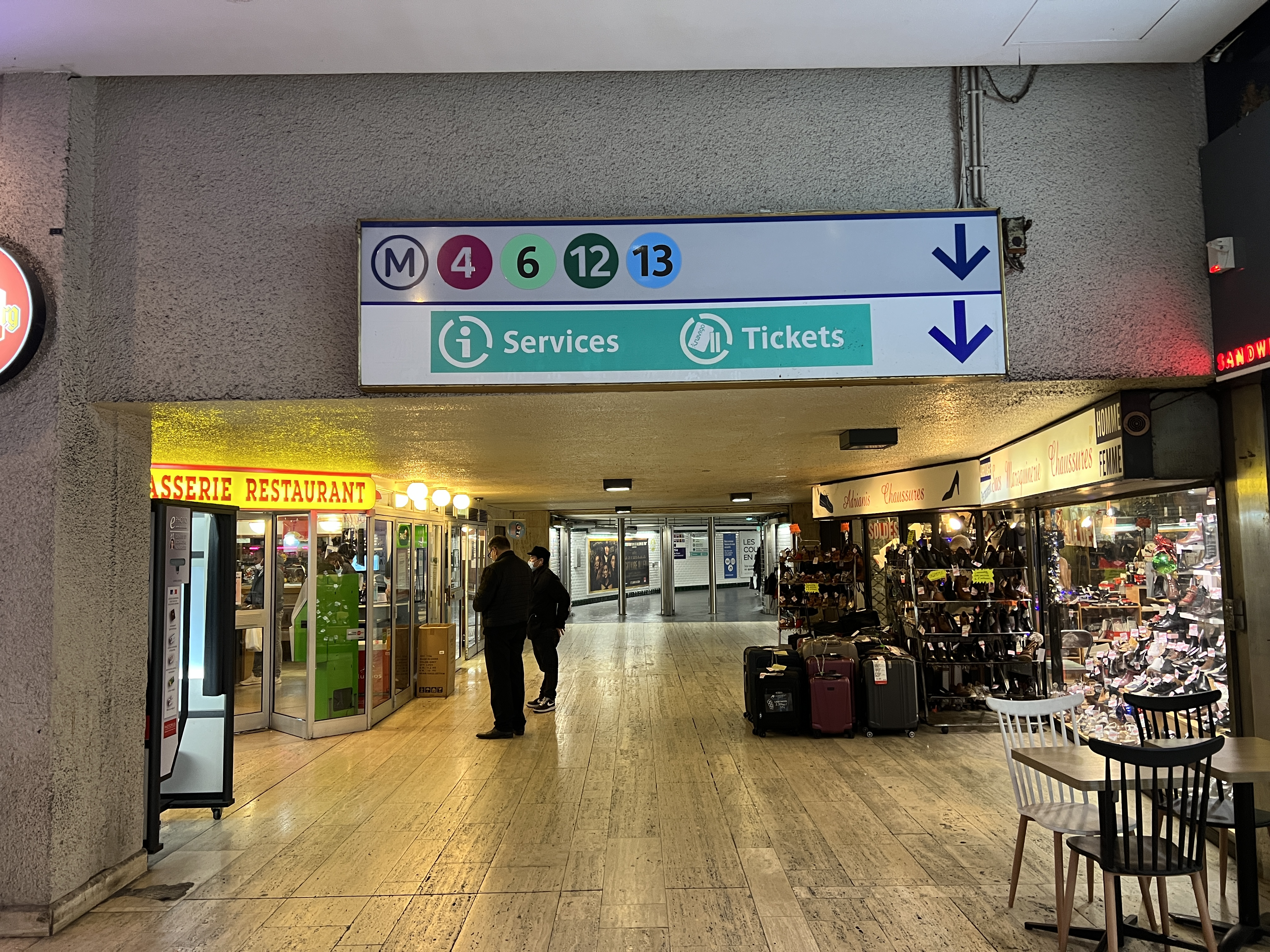
L'accès no 7, « Rue du Départ ».
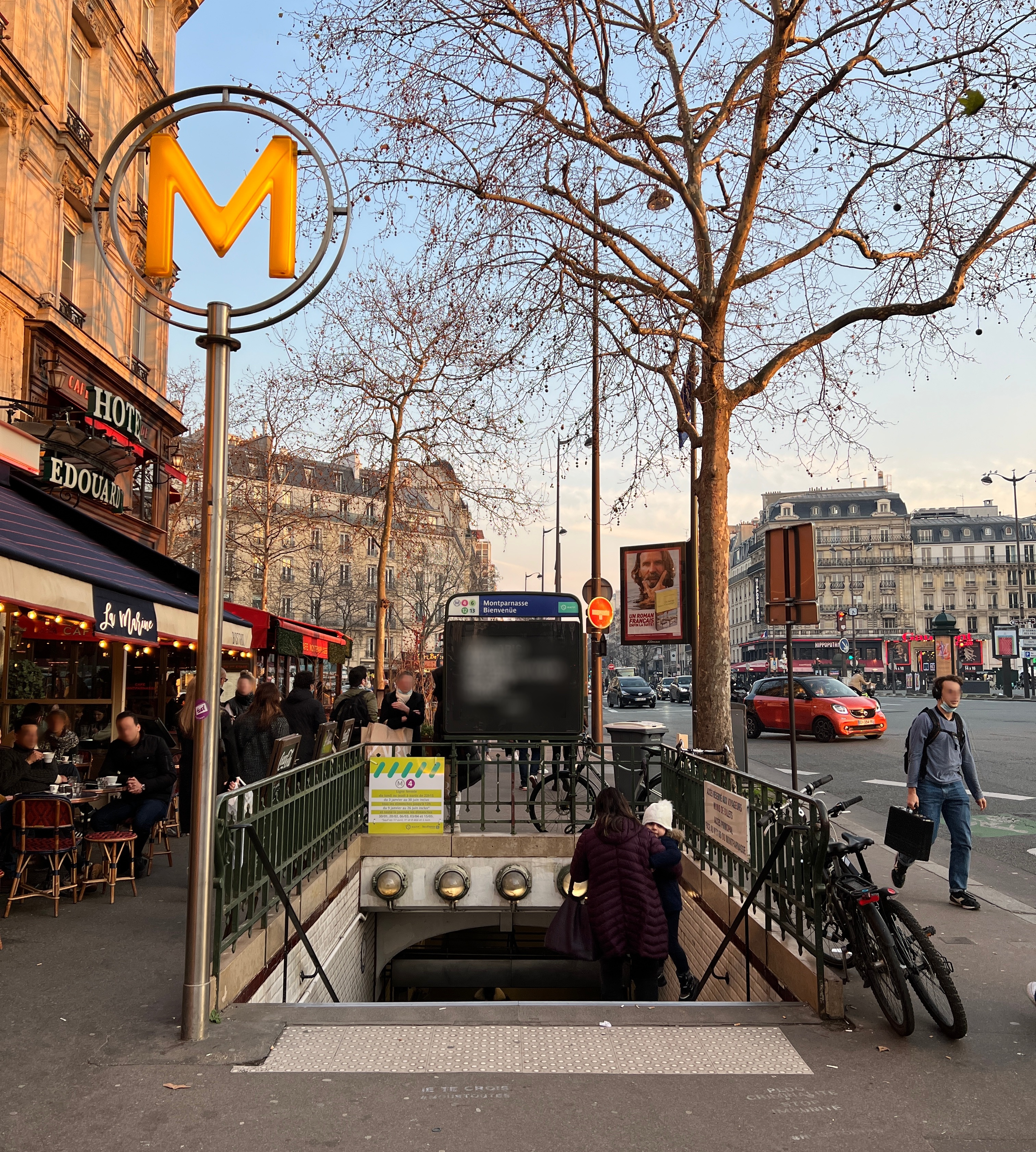
L'accès no 8, « Rue de Rennes ».

### Quais
Toutes les lignes possèdent des stations de configuration standard à deux quais encadrant deux voies sous une voûte elliptique.
Les quais de la ligne 6 sont décorés dans le style « Mouton » avec carrelage et rampe lumineuse orange. Ceux de la ligne 12 sont en style « Ouï-dire » avec rampe lumineuse et sièges « Motte » de couleur verte, carreaux plats et cadres publicitaires cylindriques de couleur blanche. Les quais de la ligne 13 sont aménagés dans le style « Andreu-Motte » avec rampe lumineuse verte, banquette, tympan et débouchés des couloirs en carrelage vert plat, sièges « Motte » verts, mariés avec la décoration d'origine CMP (carrelage biseauté blanc, patronyme en faïence et cadres publicitaires couleur miel). Ces quais sont équipés de portes palières. En 2017, les quais de la ligne 4 sont en travaux.
Dans le cadre de l'automatisation de la ligne 4, ses quais ont été rehaussés du 27 février au 19 mai 2017 afin de recevoir des portes palières. Ces dernières sont installées en mars 2019.
Les points d'arrêt des lignes 4 et 12 sont quasi-alignés, cette dernière étant établie plus profondément. Un raccordement la relie à la station Vavin de la ligne 4. Les stations des lignes 6 et 13 sont perpendiculaires, le tunnel de la ligne 6 passant au-dessus de celui de la ligne 13.

### Intermodalité
La station est desservie :
- sur ou près de la place du 18-Juin-1940 : par les lignes 28, 39, 58, 82, 89, 91, 92, 94, 95 et 96 du réseau de bus RATP et, la nuit, par les lignes N01, N02, N12 et N13 du réseau de bus Noctilien ;
- près de la gare Montparnasse : par les lignes 28, 39, 58, 59, 91, 92, 94, 95 et 96 du réseau de bus RATP et, la nuit, par les lignes N01, N02, N12, N13, N61, N62, N63, N66, N160 et N161 et N162 du réseau de bus Noctilien.

## À proximité
- Quartier du Montparnasse
- Tour Montparnasse
- Musée Bourdelle
- Cimetière du Montparnasse
- Musée de La Poste
- Jardin Atlantique
- École nationale du génie rural, des eaux et des forêts
- Gare Montparnasse

## Galeries de photographies

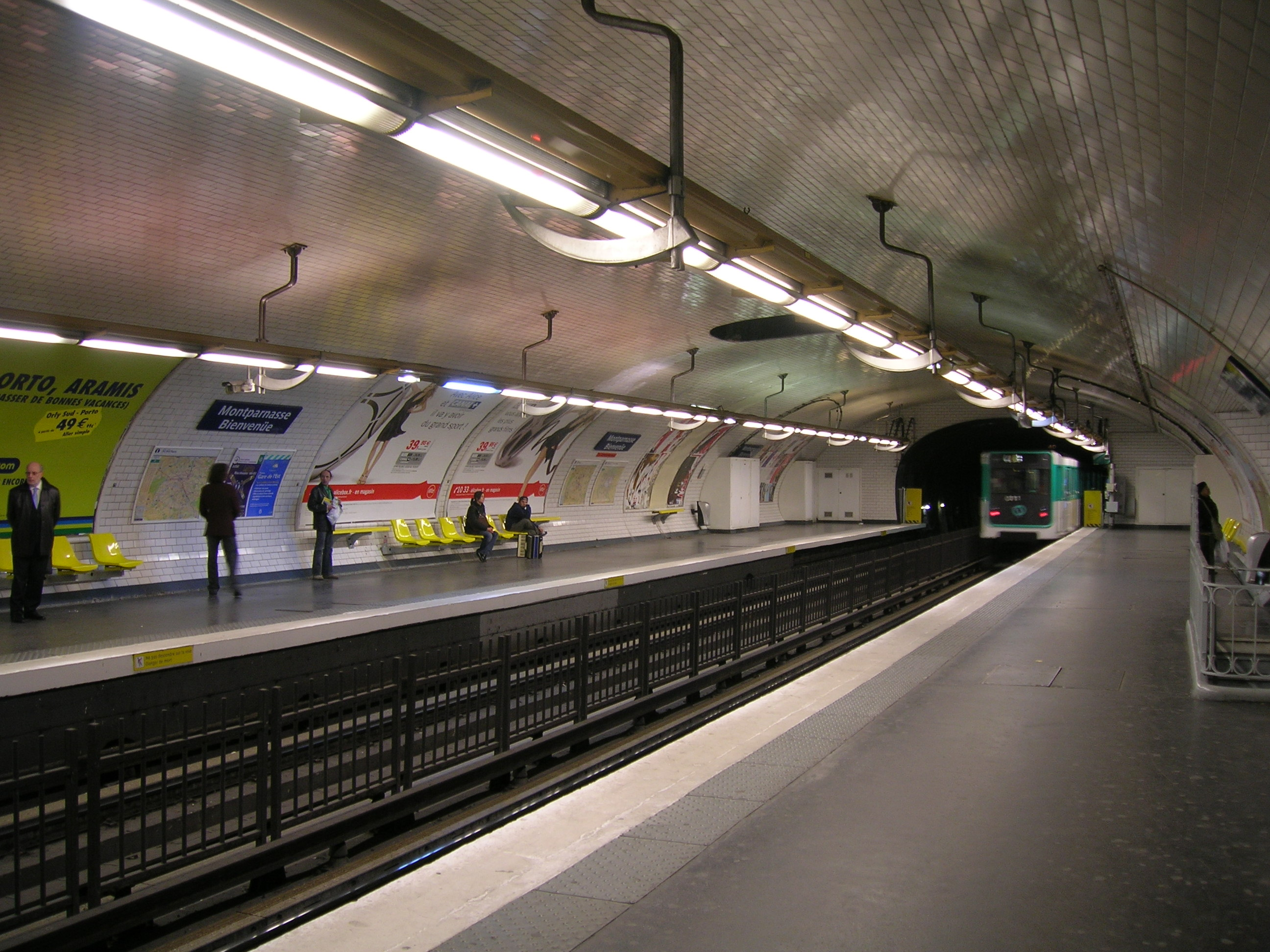
Quais de la ligne 4, en 2007.
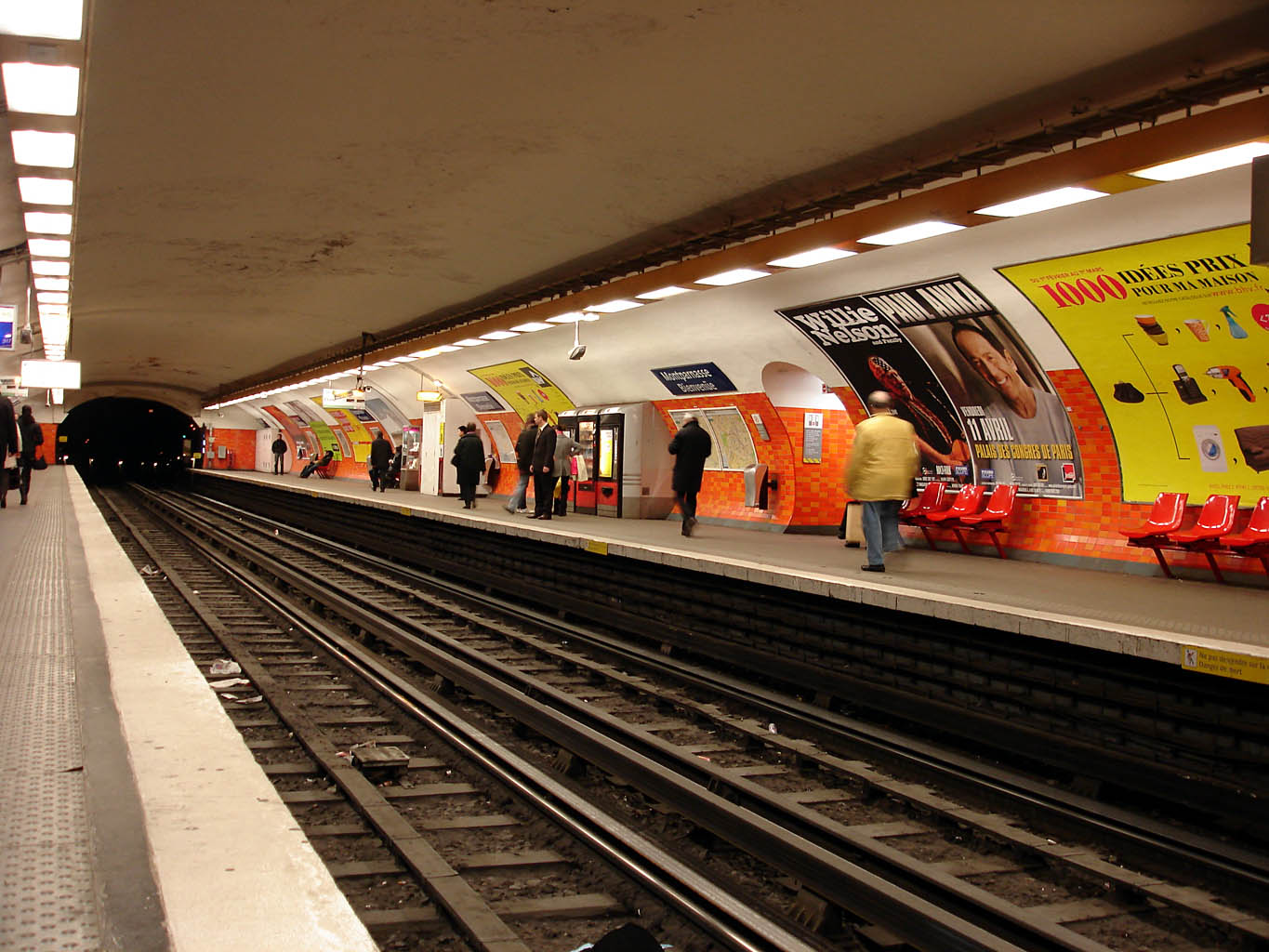
Les quais de la ligne 6 en 2007.
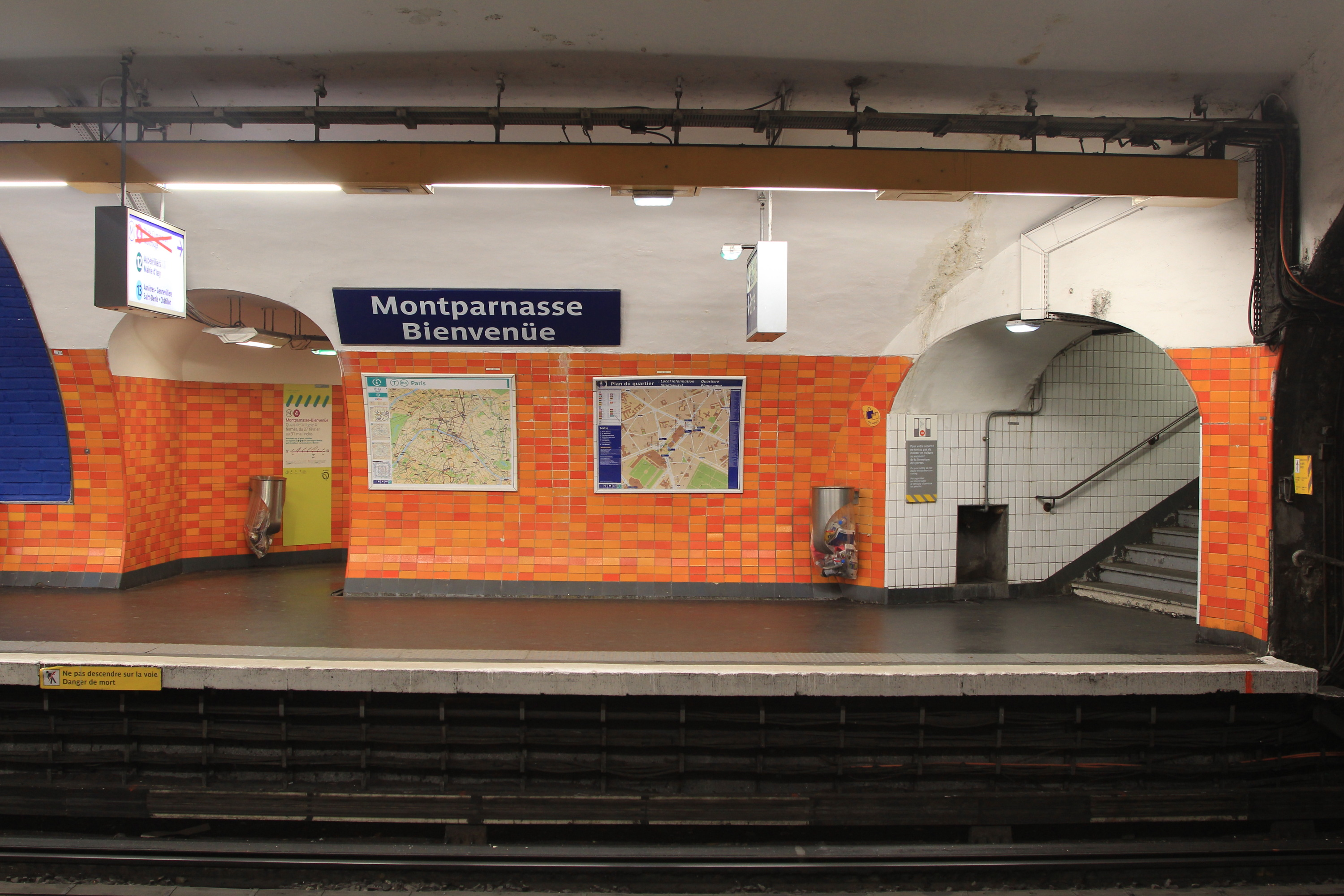
Quai de la ligne 6.
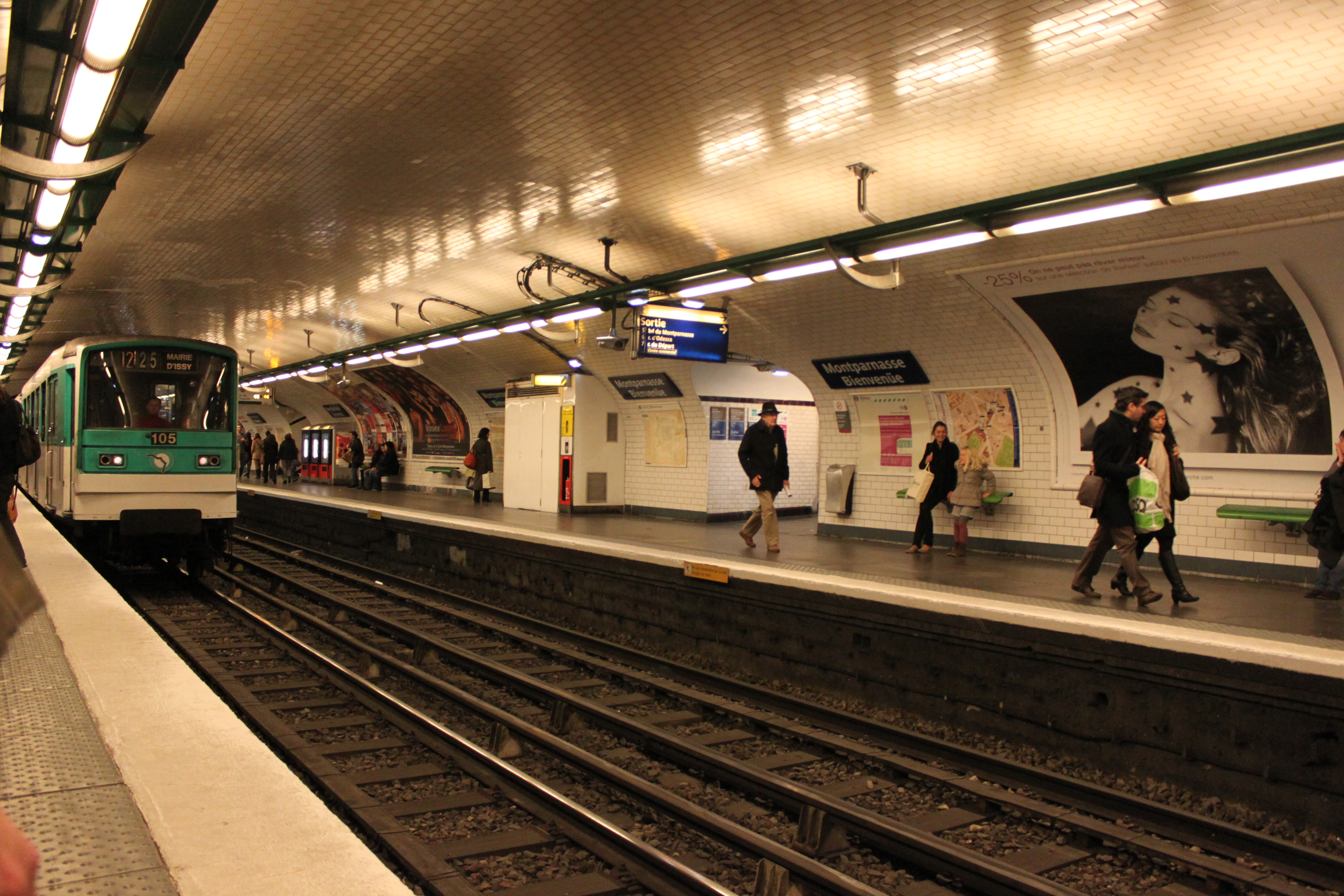
Quais et MF 67 de la ligne 12.
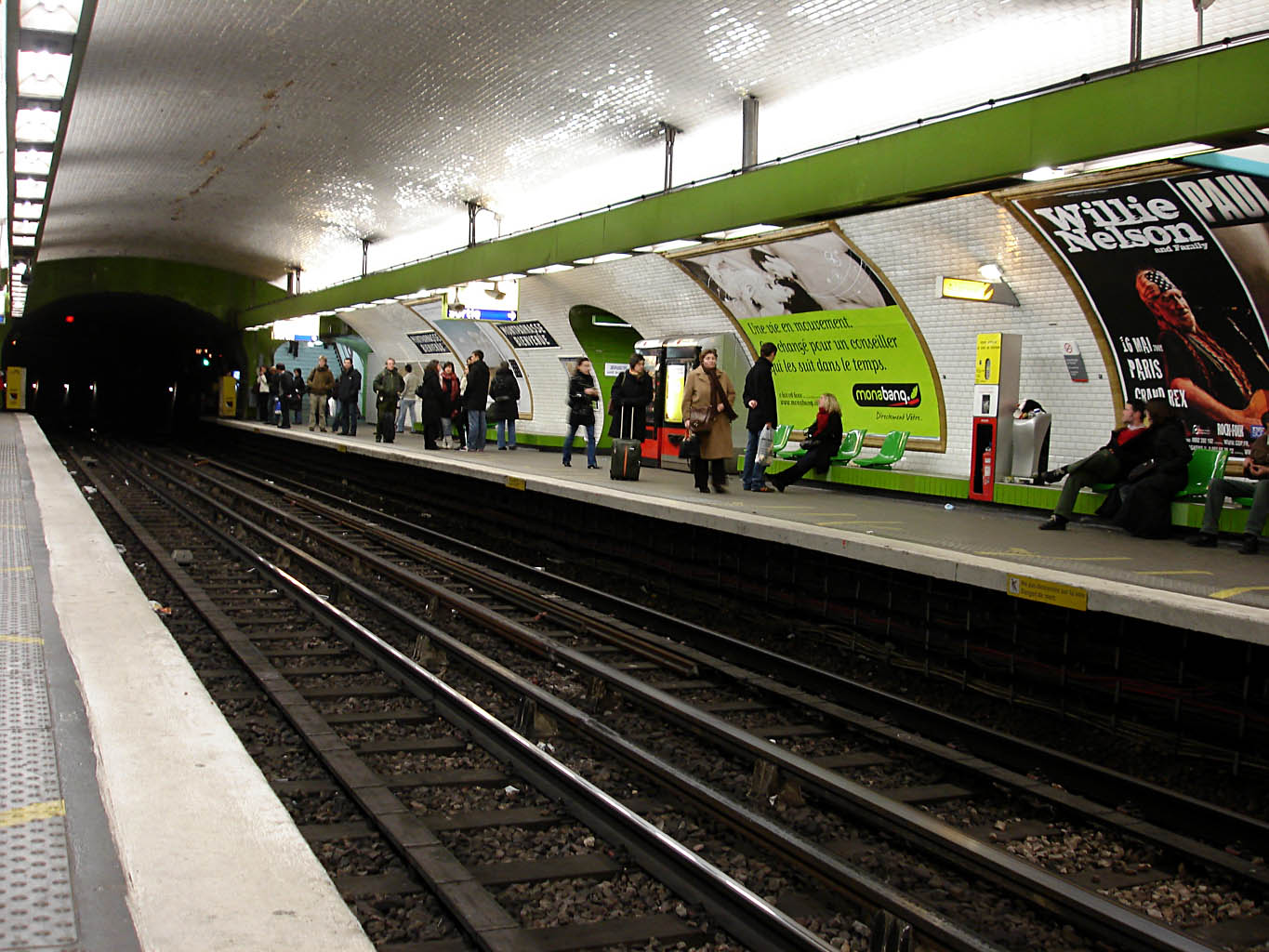
Quais de la ligne 13, avant les portes palières, en 2008.

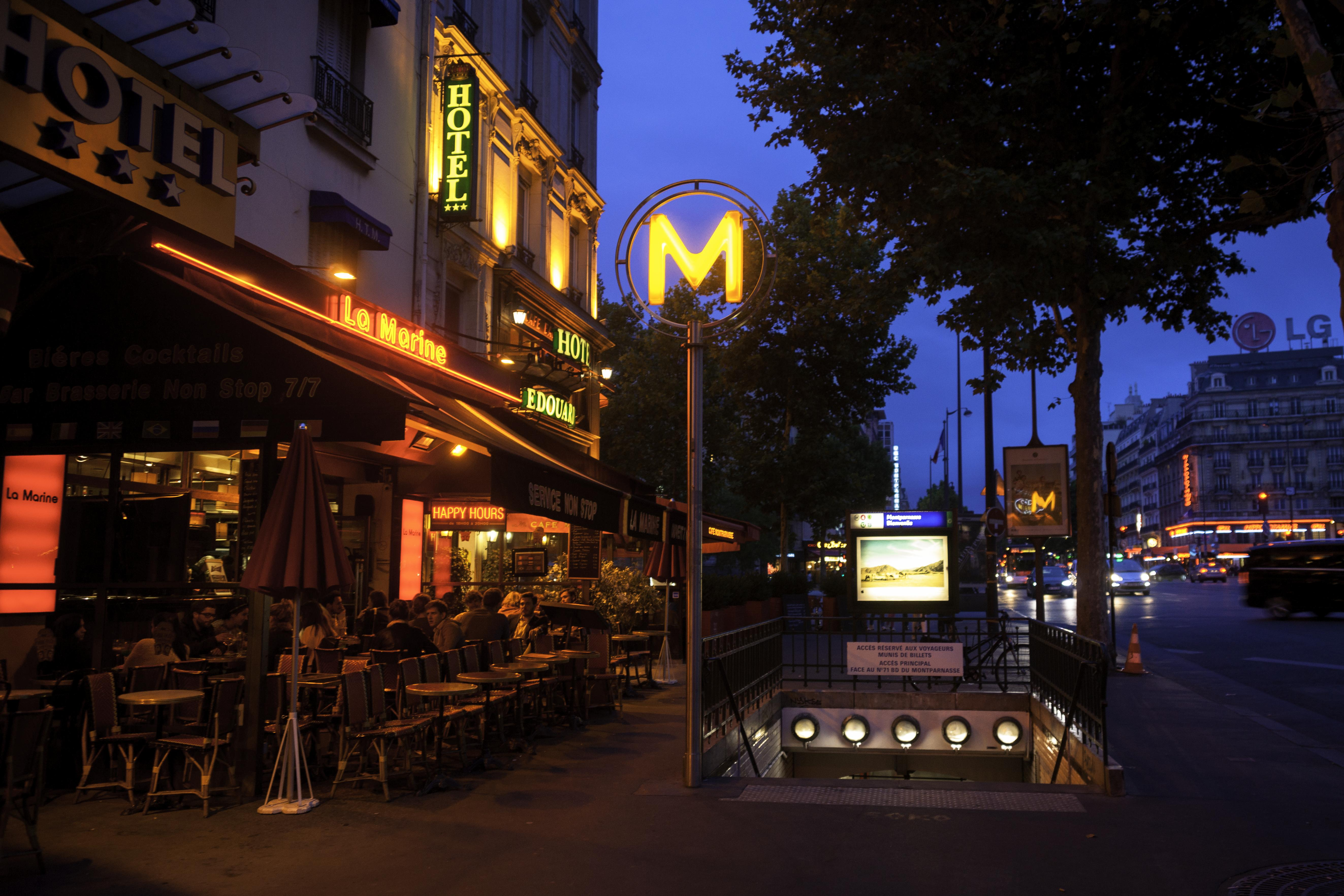
Une entrée de la station, le soir, sur le boulevard du Montparnasse.
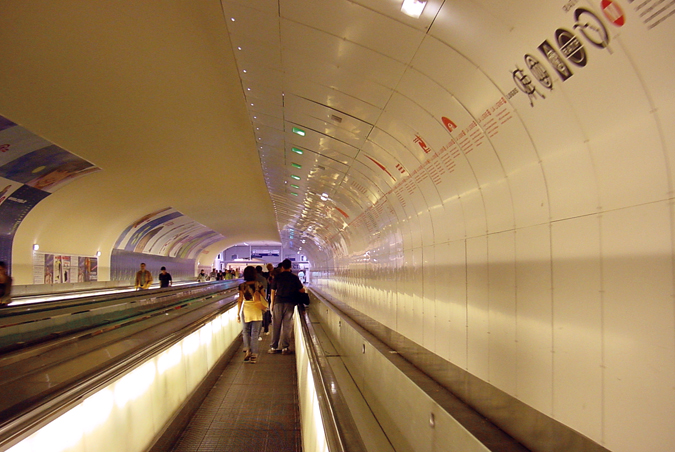
Tapis roulants entre les lignes 6-13 et 4-12.
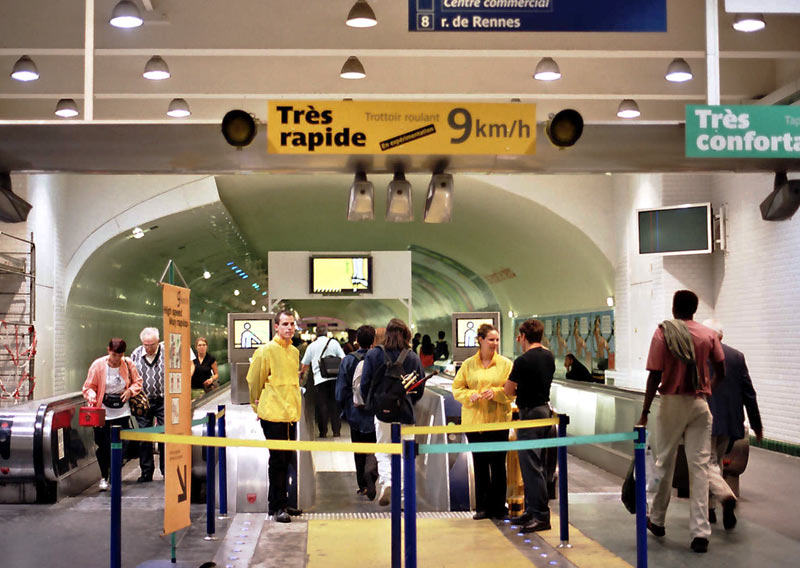
Tapis roulant rapide, en 2005.
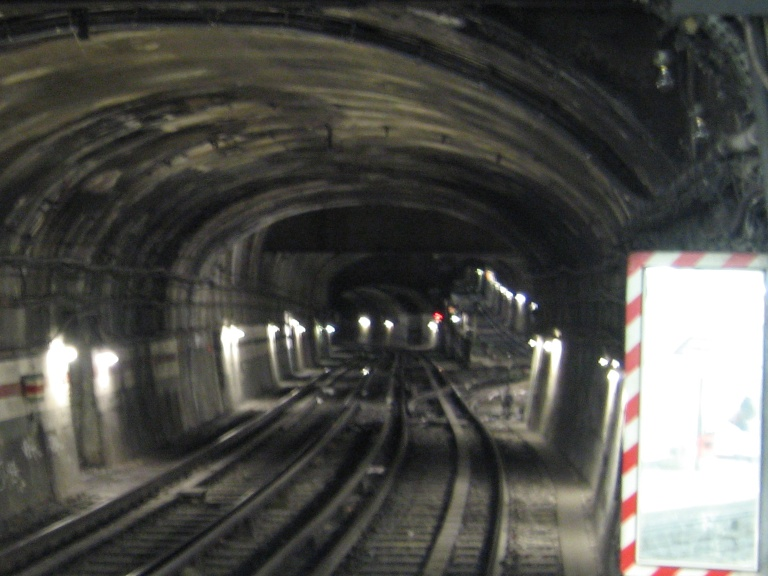
Raccordement entre la ligne 12 et la ligne 4.